# Grand Prix de Fourmies 2001
Il Grand Prix de Fourmies 2001, sessantanovesima edizione della corsa e valida come evento del circuito UCI categoria 1.1, si svolse il 16 settembre 2001, per un percorso totale di circa 210 km. Fu vinto dall'australiano Scott Sunderland che giunse al traguardo con il tempo di 5h11'11" alla media di 40,49 km/h.
Al traguardo 88 ciclisti portarono a termine la gara.

## Ordine d'arrivo (Top 10)
| Pos. | Corridore         | Squadra         | Tempo    |
| ---- | ----------------- | --------------- | -------- |
| 1    | Scott Sunderland  | Team Fakta      | 5h11'11" |
| 2    | Fred Rodriguez    | Domo            | s.t.     |
| 3    | Jens Voigt        | Crédit Agricole | s.t.     |
| 4    | Niklas Axelsson   | Alessio         | s.t.     |
| 5    | Glenn D'Hollander | Lotto-Adecco    | a 2"     |
| 6    | Jeremy Hunt       | Big Mat         | a 12"    |
| 7    | Jacky Durand      | Franç. des Jeux | s.t.     |
| 8    | Gorik Gardeyn     | Lotto-Adecco    | s.t.     |
| 9    | Romāns Vainšteins | Domo            | s.t.     |
| 10   | Jo Planckaert     | Cofidis         | s.t.     |